# Ɛ̄
Cette page contient des caractères spéciaux ou non latins. S’ils s’affichent mal (▯, ?, etc.), consultez la page d’aide Unicode.
Ɛ̄, ou epsilon macron, est un graphème utilisé dans l’écriture de certaines langues camerounaises dont le bangolan, l’esimbi, l’idoma, le kenyang, l’ouldeme et le pinyin, ou encore dans l’écriture du yala au Nigeria. Il s’agit de la lettre epsilon diacritée d'un macron.

## Utilisation
En langues camerounaises suivant l’Alphabet général des langues camerounaises, ‹ ɛ̄ › représente un e ouvert avec un ton moyen /ɛ˨/. Il ne s’agit d’une lettre à part entière, et elle placée avec l’epsilon sans accent ou avec une autre accent dans l’ordre alphabétique.

## Représentations informatiques
L’epsilon macron peut être représenté avec les caractères Unicode suivants :
- décomposé (latin étendu B, Alphabet phonétique international, diacritiques)[1],[2],[3] :

| formes    | représentations | chaînes de caractères | points de code | descriptions                                        |
| --------- | --------------- | --------------------- | -------------- | --------------------------------------------------- |
| capitale  | Ɛ̄               | Ɛ◌̄                    | U+0190 U+0304  | lettre majuscule latine e ouvert diacritique macron |
| minuscule | ɛ̄               | ɛ◌̄                    | U+025B U+0304  | lettre minuscule latine epsilon diacritique macron  |